# Rhum Barbancourt
 (mars 2017).
Si vous disposez d'ouvrages ou d'articles de référence ou si vous connaissez des sites web de qualité traitant du thème abordé ici, merci de compléter l'article en donnant les références utiles à sa vérifiabilité et en les liant à la section « Notes et références ».

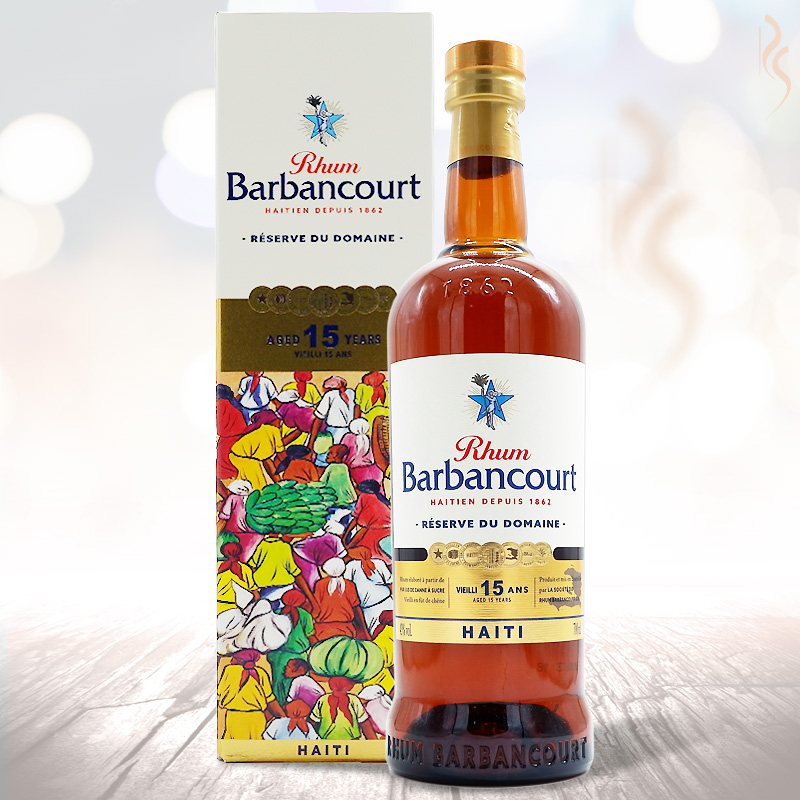

Le Rhum Barbancourt est produit en Haïti par La Société du Rhum Barbancourt S.A. à partir de pur jus de canne à sucre selon une méthode ancestrale qui se transmet de génération en génération depuis plus de 160 ans. Il s'agit d'une des meilleures exportations d'Haïti.

## Historique
La Société du Rhum Barbancourt fut fondée le 18 mars 1862 par Dupré Barbancourt, originaire de la Charente en France, qui utilisa pour son rhum la technique de double distillation utilisée pour le cognac et le vieillissement en fût de chêne du Limousin.
À la mort de Dupré Barbancourt, sa femme, Nathalie Gardère, géra la société, avec son neveu, Paul Gardère qui lui succéda à la tête de la société jusqu'à son décès en 1946. Suivant la tradition familiale, son fils Jean Gardère reprit le flambeau, jusqu'en 1990. Entrepreneur et visionnaire, ce dernier fut l'instigateur de la modernisation de la Société du Rhum Barbancourt. Au décès de Jean, son fils Thierry Gardère prit la succession, constituant la quatrième génération de la famille Gardère à diriger la société. À son décès le 1er mars 2017, Delphine Nathalie Gardère succéda à son Père.
En novembre 2020, Delphine Nathalie Gardère annonçait détenir 100% des parts sociales de la Société du Rhum Barbancourt par le rachat, via un LBO, des parts détenues par le reste de la famille Gardère.

## Opérations
En 1949, la distillerie fut transférée au milieu des champs de canne du Domaine Barbancourt dans la plaine du Cul-de-Sac. Dès 1952, l'usine commença à produire des rhums issus de canne à sucre cultivée sur sa propre plantation. La société devient alors un producteur internationalement reconnu pour l’authenticité et la qualité de ses rhums.
Elle produit essentiellement des rhums bruns : 3 étoiles de 4 ans d'âge et 5 étoiles de 8 ans d'âge, la « Réserve du Domaine » de 15 ans d'âge, disponible en quantité limitée. 
Ses produits sont exportés dans plus de 40 pays, principalement dans la Caraïbe, les États-Unis, le Canada, l'Amérique Latine et l'Europe. 

## Liste des dirigeants successifs
- Dupré Barbancourt 1862-1907
- Nathalie Gardère (épouse de Dupré Barbancourt) 1907-1928
- Paul Gardère (neveu de Nathalie Gardère) 1928-1946
- Jean Gardère (fils de Paul Gardère) 1946-1990
- Thierry Gardère (fils de Jean Gardère) 1990-2017
- Delphine Nathalie Gardère (fille de Thierry Gardère) 2017-présent

## Produits commercialisés
- Rhum Barbancourt blanc
- Rhum Barbancourt 3 étoiles (4 ans d'âge)
- Rhum Barbancourt 5 étoiles Réserve spéciale (8 ans d'âge)
- Rhum Barbancourt Réserve du domaine (15 ans d'âge)
- Pango Barbancourt (Rhum aromatisé mangue et ananas)